# Tríona Ní Dhomhnaill
Pour les articles homonymes, voir Domhnaill.
Tríona Ní Dhomhnaill, née à Kells (comté de Meath), est une chanteuse traditionnelle irlandaise, également pianiste et claveciniste. Elle doit sa célébrité à sa participation aux groupes Skara Brae, The Bothy Band, Relativity, Touchstone, Nightnoise, ainsi qu'à sa collaboration avec sa sœur, Maighread Ní Dhomhnaill, et son frère Mícheál Ó Domhnaill.
Elle fait également partie, avec sa sœur Maighread, Moya Brennan et Mairéad Ní Mhaonaigh du groupe de musique irlandaise traditionnelle T with the Maggies.

## Biographie
Tríona Ní Dhomhnaill grandit à Kells (comté de Meath). Son père, Aodh, et sa mère, Brid, sont tous deux des chanteurs traditionnels, et sa sœur, Maighread Ní Dhomhnaill et son frère Mícheál Ó Domhnaill, sont deux chanteurs et musiciens renommés. Aody Ó Domhnaill ayant grandi à Rann na Feirste (Ranafast, comté de Donegal), la fratrie, incluant également deux autres garçons, Éamonn et Conall, y passe de nombreux étés, y apprenant le gaélique irlandais. Néillí Ní Dhomhnaill, la tante des enfants Dhomhnaill, est une collectrice de chants traditionnels.
À la fin des années 60, Tríona Ní Dhomhnaill, Mícheál Ó Domhnaill et Maighread Ní Dhomhnaill forment le groupe Skara Brae, avec le guitariste Dáithí Sproule (qui est à présent membre d'Altan). Leurs arrangements à la fois harmonieux et inventifs de chansons irlandaises auront une influence importante dans la reconnaissance de la musique irlandaise traditionnelle.
Le groupe publie son premier album en 1971, sous le label Gael-Linn Records (en). Ce premier enregistrement est déjà marqué par l'harmonisation des chants en irlandais.

### The Bothy Band
À la fin de l'année 1974, Mícheál Ó Domhnaill cofonde le très populaire The Bothy Band, avec Matt Molloy (irish flute et tin whistle), Paddy Keenan (uilleann pipes et tin whistle), Paddy Glackin (fiddle), bientôt remplacé par Tommy Peoples puis par Kevin Burke, Dónal Lunny (bouzouki, guitare et production), et sa sœur Tríona Ní Dhomhnaill (clavecin et voix). Durant les cinq ans de sa vie, le groupe sera un des groupes les plus excitants de l'histoire de la musique irlandaise traditionnelle. L'enthousiasme qu'il dégage et la virtuosité musicale pratiquée définiront une référence pour les groupes irlandais traditionnels à venir.
Le 2 février 1975, The Bothy Band se produit pour la première fois, au Trinity College de Dublin. Malgré son extrême popularité, le groupe n'enregistrera que trois albums en studio : The Bothy Band (1975), Old Hag You Have Killed Me (1976) et Out of the Wind Into the Sun (1977). Un enregistrement en public sera réalisé en 1979.
En 1979, le groupe se dissout, mais les membres continuent de jouer un rôle important dans le développement de la musique traditionnelle irlandaise. Dónal Lunny rejoint pour quelque temps Planxty, puis participe à la création du groupe de rock celtique Moving Hearts, en parallèle de son activité de producteur. Tríona Ní Dhomhnaill, quant à elle, s'installe aux États-Unis et crée le groupe Touchstone, qui aura une existence assez brève, puis rejoint son frère pour former Relativity et Nightnoise.

### Nightnoise
En 1983, après sept ans avec The Bothy Band, et plusieurs années de collaboration avec Kevin Burke, Mícheál Ó Domhnaill se met à la recherche d'un nouveau projet musical, et d'un nouveau son. Il rencontre Billy Oskay à Portland, Oregon, et commence une collaboration centrée sur une musique nouvelle et innovante qui intègre les inspirations irlandaises, de jazz et de musique de chambre.
Trois ans plus tard, Tríona Ní Dhomhnaill et le flûtiste américain Brian Dunning rejoignent le duo original. Le groupe Nightnoise était né. Le premier album du quatuor, Something of Time, est publié en 1987. Il est bientôt suivi par At the End of the Evening (1988), The Parting Tide (1990) et par la compilation A Windham Hill Retrospective (1992).
Au départ de Billy Oskay, le fiddler écossais Johnny Cunningham (en), en provenance du groupe Silly Wizard (en), qui a déjà joué dans le groupe Relativity le remplace. Le groupe acquiert alors un son plus irlandais, quoique gardant sa propre signature. Paraissent alors Shadow of Time (1994) et A Different Shore (1995), ainsi que The White Horse Sessions (1997), un album caractérisé par des enregistrements en studio et en public.
The White Horse Sessions est le dernier album du groupe. Johnny Cunningham quitte le quitte peu après la sortie du disque, et est remplacé par le fiddler irlandais John Fitzpatrick. Dans une interview datant de 1999, Mícheál Ó Domhnaill affirme que Nightnoise existe toujours, et qu'un nouveau départ est proche. Mais malgré de nouveaux enregistrements, aucun nouvel album n'est publié et le Nightnoise est officiellement dissous à la fin de 2003.

## Discographie
Albums solo
- Tríona (1972 et 2009) ;
- Idir an Dá Sholas, avec Maighread Ní Dhomhnaill et Dónal Lunny (1999) ;
- The Key's Within (2010).

Avec Skara Brae
- Skara Brae (1971 et 1998).

Avec The Bothy Band
- The Bothy Band' (1975) ;
- Old Hag You Have Killed Me (1976) ;
- Out Of The Wind Into The Sun (1977) ;
- After Hours (1978) ;
- The Best Of The Bothy (1980).

Avec Touchstone
- The New Land (1982) ;
- Jealousy (1984).

Avec Relativity
- Relativity (1986) ;
- Gathering Pace (1987).

Avec Nightnoise
- Something Of Time (1987) ;
- At The End Of The Evening (1988) ;
- A Windham Hill Retrospective (1992) ;
- Shadow Of Time (1993) ;
- A Different Shore (1995) ;
- The White Horse Sessions (1997) ;
- Pure Nighnoise (2006).

Avec T with the Maggies
- T with the Maggies (2010).